# Estación del Vasco (Mieres)
La estación del Vasco es una antigua estación de ferrocarril, hoy sin servicio ferroviario, situada en la villa asturiana de Mieres del Camino (España).

## Historia
La estación se construyó con el tramo de Oviedo a Figaredo de la Sociedad de Ferrocarriles Vasco – Asturiana (conocido como el Ferrocarril vasco-asturiano). 
Originalmente, el edificio de estación tenía dos plantas y forma rectangular. Fue ampliada en 1925 y 1941 aumentando el tamaño del edificio: añadido de un nuevo ala y piso que configura su actual forma de "L". Alberga también una marquesina para pasajeros. Posteriormente la línea cesó su actividad y se desmantelaron las vías (que cruzaban el casco urbano de Mieres) dejando únicamente la estación que fue rehabilitada por una escuela taller. Actualmente pertenece al Ayuntamiento de Mieres, albergando diferentes servicios administrativos. 
La estación responde al estilo habitual de pequeñas estaciones de la época, con ornamentos en las ventana y puertas.

## Galería

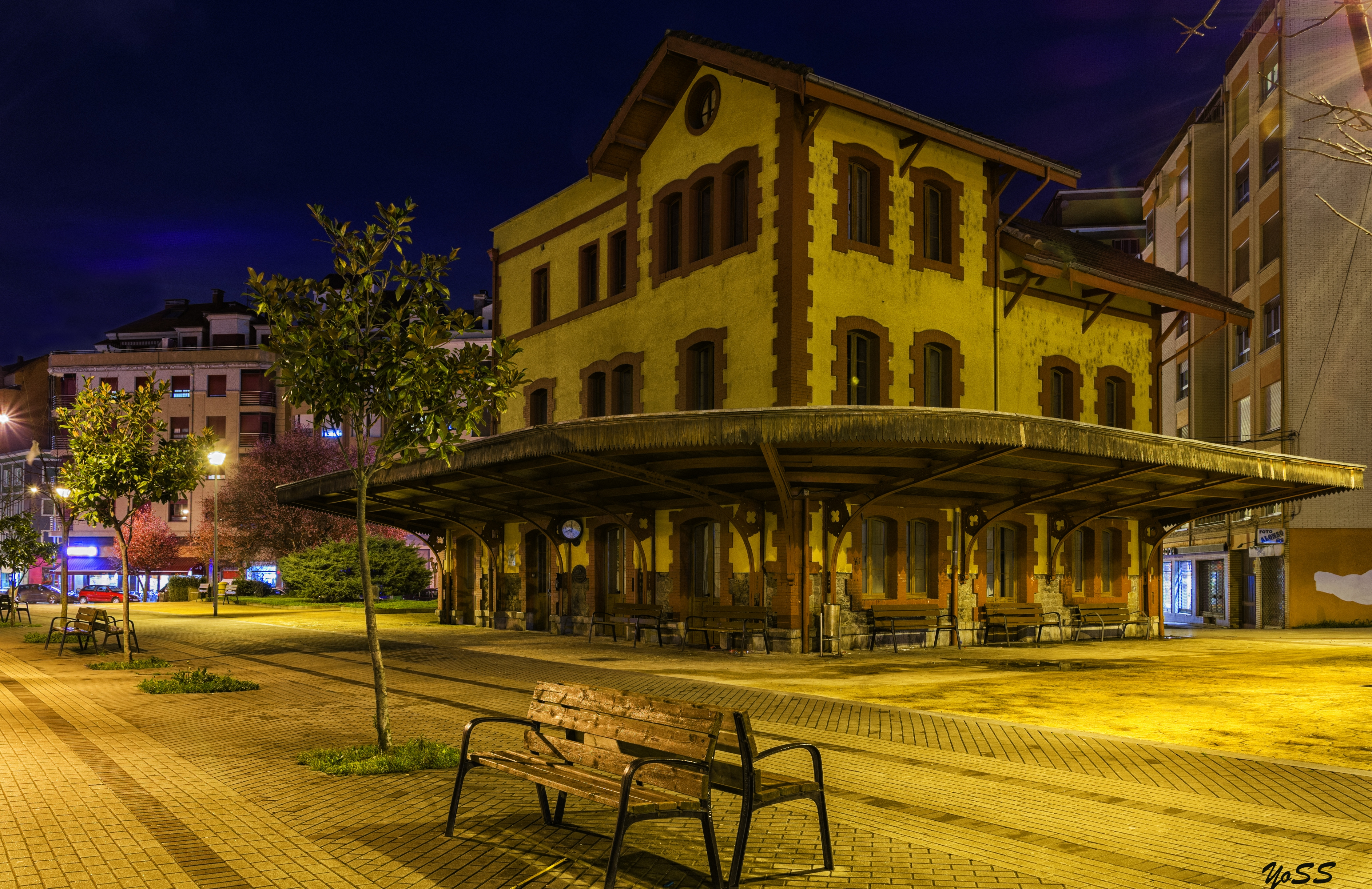
Estación del Vasco
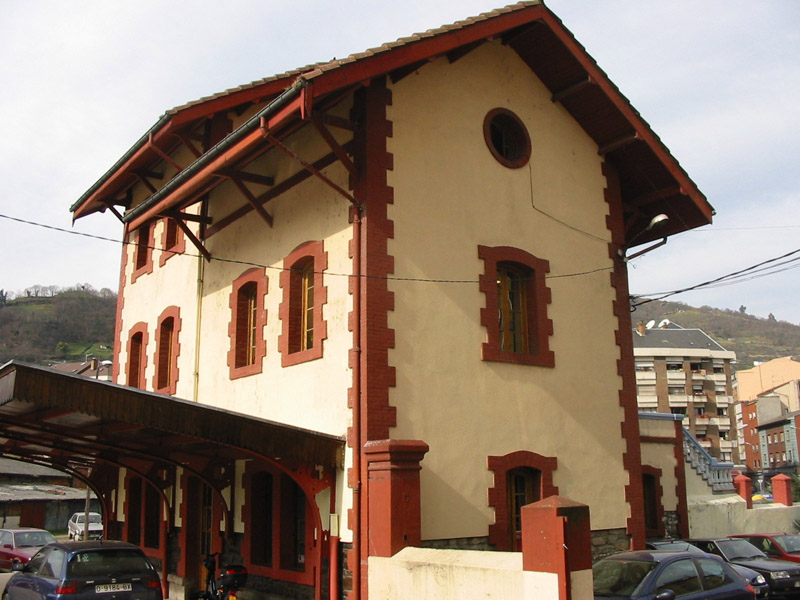
Perfil de la estación